# Cloughjordan
Cloughjordan (irl.: Cloch Shiurdáin) – wieś we wschodniej części hrabstwa Tipperary w Irlandii przy granicy z hrabstwem Offaly.
W latach 2007–2009 wybudowano tutaj pierwszą w Irlandii ekowioskę pod nazwą The Village.